# Habsburg-Lorena

Stema casei de Habsburg-Lorena

Casa de Habsburg-Lorena este una din ramurile cognatice ale Casei de Habsburg, cealaltă fiind actuala casă imperială a Mexicului (Casa de Habsburg-Iturbide). Linia de Habsburg-Lorena a fost întemeiată în 1736 prin căsătoria ducelui de Lorena, Francisc Ștefan, cu arhiducesa Maria Terezia de Habsburg.

## Istorie

### Origine
Cum în 1740 dinastia de Habsburg s-a stins pe linie masculină prin moartea lui Carol al VI-lea, Maria Terezia, ca fiică mai mare, i-a urmat la conducerea Casei de Habsburg potrivit Pragmaticei Sancțiuni. 
Maria Terezia era căsătorită cu Francisc Ștefan de Lorena. Însă pentru a-și întări pretenția asupra țărilor austriece, boeme și ungare și pentru a construi reale relații de putere, familia a adoptat numele dublu Habsburg-Lorena, deși dinastia continua pe linie masculină doar Casa de Lorena. 
În moștenirea Casei de Lorena se găsea și titlul de Rege al Ierusalimului, care ajunsese în posesia Casei de Anjou în 1473. Pretențiile de suveranitate ale nou-întemeiatei dinastii au fost confirmate, în mare parte, în Războiul de Succesiune Austriacă.

### Domnie
În total, șase membri ai Casei de Habsburg-Lorena, care își mai spunea și Casa de Austria, au domnit până în 1918 ca arhiduci ai Austriei (prin care se înțelegea Austria de Jos și Austria de Sus din zilele noastre) și ca regi ai Ungariei și ai Boemiei, până în 1806 ca Sfinți Împărați Romani (împărați romano-germani), precum și ca Împărați moștenitori ai Austriei din 1804 până în 1918:
- Iosif al II-lea, din 1765, Sfânt Împărat Roman și coregent al mamei sale, Maria Terezia, în țările moștenirii habsburgice, iar în perioada 1780–1790, a domnit singur peste moștenire;
- Leopold al II-lea, fratele lui Iosif al II-lea, 1790–1792;
- Francisc al II-lea/I, fiul lui Leopold al II-lea, 1792–1835;
- Ferdinand I, fiul lui Francisc, 1835–1848;
- Francisc Iosif I, nepotul lui Ferdinand, 1848–1916;
- Carol I/al IV-lea, strănepotul de frate al lui Francisc Iosif, 1916–1918.

Cu excepția cazului Mariei Terezia, care, ca femeie, nu putea fi împărăteasă suverană, toate funcțiile menționate mai sus au fost învestite de fiecare dată doar unui membru masculin al familiei. Imperiul austriac, fondat ca stat unitar în 1804, a fost transformat în 1867 în uniunea reală a Monarhiei austro-ungare, ceea ce a condus la punerea în evidență în mod special a titlului Rege Apostolic al Ungariei.
Două membre feminine ale Casei de Habsburg-Lorena au fost măritate, din motive politice, în Franța:
- Maria Antoaneta – fiica Mariei Terezia și a lui Francisc Ștefan a fost, ca regină a Franței, executată prin ghilotinare alături de soțul ei, Ludovic al XVI-lea.
- Marie Louise – fiica lui Francisc al II-lea/I a fost cea de-a doua soție a lui Napoleon I, pe care însă nu l-a urmat în exil ca împărăteasă a francezilor, ci a domnit mai târziu în Ducatul Parma.

După ele, familia de Habsburg-Lorena a ales ca soți pentru arhiducesele ajunse la vârsta măritișului prinți egali ca statut, însă puțin însemnați din punct de vedere politic, pentru evitarea problemelor de politică externă. 

### Sfârșitul domniei
Uniunea reală a fost denunțată de Regatul Ungariei în 31 octombrie 1918, cu puține zile înainte de sfârșitul Primului Război Mondial. În 11 noiembrie 1918, împăratul Carol I, aflat la Viena, s-a retras din orice participare la treburile statului. Ca rege al Ungariei, Carol al IV-lea a reiterat retragerea la Castelul Eckartsau în 13 noiembrie 1918. Prin aceste declarații împăratul nu a abdicat, însă, după plecarea lui în Elveția în 3 aprilie 1919, a fost expulzat pentru totdeauna din țară prin Legea Habsburgilor. 
Cum Carol al IV-lea a încercat de două ori să-și recupereze tronul regal din Ungaria, Antanta, câștigătoare a Primului Război Mondial, l-a exilat pe insula Madeira. În Ungaria, prin legea detronării din 1921, dinastia a fost pentru totdeauna îndepărtată de tronul regal (care a fost ocupat de Horthy, ca regent). 
Otto de Habsburg-Lorena, fiul cel mare al împăratului Carol și ultimul moștenitor oficial al tronului austro-ungar, a murit în anul 2011 în Germania.  